# Italo Santelli
Italo Santelli (* 15. August 1866 in Carrodano; † 8. Februar 1945 in Livorno) war ein italienischer Fechter, der als Vater des modernen Säbelfechtens gilt.

## Leben
Santelli studierte an berühmten italienischen Schulen, unter anderem an der Scuola Magistrale of Rome und wurde 1896 zum Fechtmeister ernannt. In dem Jahr zog er zusammen mit seinem Bruder Orazio, ebenfalls ein Fechter, und seiner Frau nach Budapest, wo er 1897 einen Sohn bekam. In Ungarn entwickelte Santelli einen neuen Stil des Säbelfechtens, der defensiver ausgerichtet war und als "modern style of Santelli" bekannt wurde.
Diesen Stil führte er erstmals bei den Olympischen Spielen 1900 in Paris vor und gewann damit die Silbermedaille im Säbelkampf, sein Mannschaftskollege Antonio Conte gewann die Goldmedaille. Im Florett wurde er dagegen nur siebter.
Als Fechtlehrer unterrichtete er unter anderem Aladár Gerevich und seinen eigenen Sohn Giorgio Santelli, der 1920 eine Goldmedaille mit der italienischen Säbel-Mannschaft gewann.